# 1818
| [ Edytuj tabelę ]              | |
| Król Polski (tytularny)        | - 1815 Aleksander I Romanow 1825                                                                                                 |
| Emir Afganistanu               | - 1809 Mahmud Szah Durrani 1818 - 1818 Ali Szah Durrani 1819 - 1818 Al-Rajuo Ballaha 1842                                        |
| Współksiążęta Andory           | - 1817 Bernat Francés y Caballero 1824 - 1815 Ludwik XVIII 1824                                                                  |
| Prezydent Argentyny            | - 1816 Juan Martín de Pueyrredón y O’Dogan 1819                                                                                  |
| Cesarz Austrii                 | - 1804 Franciszek II Habsburg 1835                                                                                               |
| Król Bawarii                   | - 1805 Maksymilian I Józef 1825                                                                                                  |
| Sułtan Brunei                  | - 1807 Muhammad Kanzul Alam 1829                                                                                                 |
| Cesarz Chin                    | - 1796 Jiaqing 1820 |
| Król Czech                     | - 1792 Franciszek II Habsburg 1835                                                                                               |
| Król Danii                     | - 1808 Fryderyk VI 1839 |
| Dalajlama                      | - 1816 Cultrim Gjaco 1837 |
| Władca Egiptu                  | - 1805 Muhammad Ali 1848 |
| Premier Francji                | - 1815 Armand-Emmanuel du Plessis 1818 - 1818 Jean-Joseph Dessolles 1819                                                         |
| Król Francji                   | - 1815 Ludwik XVIII 1824 |
| Prezydent Haiti                | - 1806 Alexandre Pétion 1818 - 1818 Jean-Pierre Boyer 1843                                                                       |
| Król Haiti                     | - 1811 Henryk I 1820 |
| Król Hawajów                   | - 1810 Kamehameha I 1819 |
| Król Hiszpanii                 | - 1813 Ferdynand VII 1833 |
| Król Holandii                  | - 1815 Wilhelm I 1840 |
| Szach Iranu                    | - 1797 Fath Ali Szah 1834 |
| Państwo Wielkich Mogołów       | - 1806 Akbar Szah II 1837 |
| Król Irlandii                  | - 1760 Jerzy III Hanowerski 1820                                                                                                 |
| Cesarz Japonii                 | - 1817 Ninkō 1846 |
| Kalif                          | - 1808 Mahmud II 1839 |
| Patriarcha Konstantynopola     | - 1813 Cyryl VI 1818 - 1818 Grzegorz V 1821                                                                                      |
| Władca Korei                   | - 1800 Sunjo 1834 |
| Emir Kuwejtu                   | - 1814 Dżabir I 1859 |
| Książę Liechtensteinu          | - 1805 Jan I 1836 |
| Wielki książę Luksemburga      | - 1815 Wilhelm I 1840 |
| Sułtan Maroka                  | - 1792 Maulaj Sulajman 1822 |
| Książę Monako                  | - 1814 Honoriusz IV 1819 |
| Król Nawarry                   | - 1814 Ludwik XVIII 1824 |
| Król Nepalu                    | - 1816 Rajendra 1847 |
| Premier Nepalu                 | - 1806 Bhimsen Thapa 1837 |
| Król Norwegii                  | - 1814 Karol II 1818 - 1818 Karol III Jan 1844                                                                                   |
| Sułtan Omanu                   | - 1807 Sa’id ibn Sultan 1856 |
| Papież                         | - 1800 Pius VII 1823 |
| Konsul Paragwaju               | - 1814 José Gaspar Rodríguez de Francia 1840                                                                                     |
| Książę Parmy i Piacenzy        | - 1814 Maria Ludwika 1847 |
| Król Portugalii                | - 1816 Jan VI 1826 |
| Król Prus                      | - 1797 Fryderyk Wilhelm III 1840                                                                                                 |
| Car Rosji                      | - 1801 Aleksander I 1825 |
| Król Saksonii                  | - 1806 Fryderyk August I 1827 |
| Kapitanowie Regenci San Marino | - 1817 Federico Gozi Vincenzo Belzoppi 1818 - 1818 Giuliano Malpeli Livio Casali 1818 - 1818 Mariano Begni Giovanni Malpeli 1819 |
| Książę Serbii                  | - 1815 Miłosz I Obrenowić 1839                                                                                                   |
| Król Sardynii                  | - 1802 Wiktor Emanuel I 1821 |
| Król Szwecji                   | - 1809 Karol XIII 1818 - 1818 Karol XIV Jan 1844                                                                                 |
| Król Tajlandii                 | - 1809 Buddha Loetla Nabhalai 1824                                                                                               |
| Sułtan Turków                  | - 1808 Mahmud II 1839 |
| Prezydent USA                  | - 1817 James Monroe 1825 |
| Król Węgier                    | - 1792 Franciszek 1835 |
| Monarcha Wielkiej Brytanii     | - 1760 Jerzy III 1820 |
| Premier Wielkiej Brytanii      | - 1812 Robert Jenkinson 1827 |
| Cesarz Wietnamu                | - 1802 Gia Long 1820 |

Rok 1818 / MDCCCXVIII
stulecia: XVIII wiek ~
XIX wiek ~
XX wiek

dziesięciolecia:
1780–1789 •
1790–1799 •
1800–1809 •
1810–1819
• 1820–1829
• 1830–1839
• 1840–1849

lata: 1808 «
1813 «
1814 «
1815 «
1816 «
1817 «
1818
» 1819
» 1820
» 1821
» 1822
» 1823
» 1828

## Wydarzenia w Polsce
- 8 stycznia – Wilamowice otrzymały prawa miejskie.
- 12 marca – papież Pius VII wydał bullę o utworzeniu archidiecezji warszawskiej.
- 27 marca – otwarcie pierwszego sejmu Królestwa Polskiego w Warszawie. Uroczystą przemowę wygłosił car Aleksander I Romanow.
- 25 kwietnia – w Krośnie spłonął ratusz wraz z mieszczącą się w nim szkołą.
- 23 czerwca – w krypcie św. Leonarda na Wawelu odbył się ponowny pogrzeb Tadeusza Kościuszki.
- 15 lipca – ogłoszono ustawę konstytucyjną Wolnego Miasta Krakowa.
- 17 sierpnia – w Tarnowie otwarto publiczną szkołę żeńską o klasie robót kobiecych.
- 21 października – założono Kaliskie Towarzystwo Muzyczne, najstarsze towarzystwo muzyczne w Polsce.

- Debiut estradowy Fryderyka Chopina.

## Wydarzenia na świecie
- 1 stycznia:
  - po zrzuceniu zwierzchnictwa hiszpańskiego proklamowano niepodległą republikę Chile.
  - w Londynie została opublikowana powieść Mary Shelley pt. Frankenstein, czyli nowy Prometeusz.
- 5 lutego – Karol XIV Jan został królem Szwecji i Norwegii.
- 12 lutego – Chile ogłosiło niepodległość od Hiszpanii.
- 2 marca – włoski egiptolog amator Giovanni Battista Belzoni pozostawił ślad swej bytności w piramidzie Chefrena.
- 4 marca – na Placu Czerwonym w Moskwie odsłonięto pomnik upamiętniający Kuźmę Monina i kniazia Dymitra Pożarskiego, przywódców powstania przeciw polskiej interwencji w czasie Wielkiej Smuty.
- 5 marca – w Neapolu odbyła się premiera opery Mojżesz w Egipcie Gioacchino Rossiniego.
- 11 marca – w Wielkiej Brytanii ukazała się powieść Frankenstein Mary Shelley.
- 16 marca – Hiszpanie pokonali powstańców chilijskich w drugiej bitwie pod Cancha Rayada.
- 30 marca – Jean-Pierre Boyer został prezydentem Haiti.
- 4 kwietnia – Kongres Stanów Zjednoczonych uchwalił Ustawę o fladze.
- 5 kwietnia – w czasie wojny o niepodległość Chile wojska powstańcze odniosły kluczowe zwycięstwo nad Hiszpanami w bitwie pod Maipú.
- 16 kwietnia – Senat Stanów Zjednoczonych ratyfikował amerykańsko-kanadyjski traktat w sprawie demilitaryzacji nadgranicznego regionu Wielkich Jezior.
- 11 maja – Karol XIV Jan został koronowany na króla Szwecji.
- 26 maja – przyjęto nową konstytucję Królestwa Bawarii.
- 4 sierpnia – Antoni Malczewski zdobył szczyt Aiguille du Midi.
- 22 sierpnia – konstytucja Wielkiego Księstwa Badenii.
- 21 września – powstała pierwsza niemiecka osada na Południowym Kaukazie.
- 20 października – USA i Wielka Brytania zawarły konwencję o granicach i handlu.
- 3 grudnia:
  - USA: Illinois jako 21. stan dołączyło do Unii.
  - w Teatro San Carlo w Neapolu miała miejsce premiera opery Ricciardo i Zoraida autorstwa Gioacchina Rossiniego z librettem Francesco Berio di Salsa.
- 24 grudnia – w Oberndorfie koło Salzburga po raz pierwszy wykonano kolędę Cicha noc (Stille Nacht).
- data dzienna nieznana:
  - Demonstracje chłopów norweskich (połączone z marszem do stolicy), będące sprzeciwem wobec działalności parlamentu (Storting) i urzędników[1].
  - W Petersburgu powstała Loża Orła Białego. Wielkim mistrzem został hrabia Adam Rzewuski.
  - Wojna domowa w państwie Zulusów: miała miejsce bitwa pod kwaGqokli.

## Urodzili się
- 5 stycznia – Ernest Malinowski, polski inżynier budownictwa, budowniczy kolei w Peru, profesor Uniwersytetu w Limie (zm. 1899)
- 9 stycznia – Tomasz Reggio, arcybiskup Genui, błogosławiony katolicki (zm. 1901)
- 27 stycznia – Jan Chryzostom Janiszewski, polski duchowny katolicki, biskup pomocniczy poznański, działacz patriotyczny, polityk (zm. 1891)
- 28 stycznia – George S. Boutwell, amerykański ekonomista, prawnik, polityk, senator ze stanu Massachusetts (zm. 1905)
- 6 lutego – William M. Evarts, amerykański polityk, senator ze stanu Nowy Jork (zm. 1901)
- 13 lutego – Angelica Van Buren, amerykańska pierwsza dama (zm. 1877)
- 14 lutego – Gustaw Ehrenberg, poeta i publicysta (zm. 1895)
- 2 marca – Józef Czechowicz, polski fotograf (zm. 1888)
- 11 marca – Henri Étienne Sainte-Claire Deville, francuski inżynier chemik, autor przemysłowych metod otrzymywania glinu i magnezu (zm. 1881)
- 16 marca:
  - Antoni Daveluy, francuski duchowny katolicki, misjonarz, męczennik, święty (zm. 1866)
  - Kazimierz Józef Wnorowski, polski duchowny katolicki, biskup lubelski (zm. 1885)
- 26 marca – Aleksandra z Potockich Potocka, polska magnatka, właścicielka dóbr wilanowskich, działaczka charytatywna (zm. 1892)
- 28 marca – Wade Hampton III, amerykański polityk, senator ze stanu Karolina Południowa (zm. 1902)
- 2 kwietnia – Kalikst Witkowski, rosyjski generał, prezydent Warszawy (zm. 1877)
- 18 kwietnia – Stanisław Arct, polski księgarz, wydawca (zm. 1900)
- 29 kwietnia – Aleksander II Romanow, car Rosji w latach 1855–1881 (zm. 1881)
- 5 maja – Karol Marks, niemiecki myśliciel i działacz rewolucyjny (zm. 1883)
- 27 maja – Amelia Bloomer, amerykańska sufrażystka (zm. 1894)
- 9 czerwca – Wiktor Zbyszewski, polski prawnik, burmistrz Rzeszowa (zm. 1896)
- 27 czerwca – Barbara Maix, austriacka zakonnica, założycielka Sióstr Niepokalanego Serca Maryi, błogosławiona katolicka (zm. 1873)
- 27 lipca – Augustyn Roscelli, włoski ksiądz, święty katolicki (zm. 1902)
- 30 lipca – Emily Brontë, angielska pisarka (zm. 1848)
- 15 sierpnia – Giuseppe Benedetto Dusmet, włoski benedyktyn, arcybiskup Katanii, kardynał, błogosławiony katolicki (zm. 1894)
- 21 września – Piotr Néron, francuski misjonarz, męczennik, święty katolicki (zm. 1860)
- 25 września – Michał Belina-Czechowski, polski pastor i prekursor adwentyzmu w Europie, działacz niepodległościowy (zm. 1876)
- 8 października – John Henninger Reagan, amerykański prawnik, polityk, senator ze stanu Teksas (zm. 1906)
- 11 października – Maria od Jezusa d’Oultremont, belgijska zakonnica, błogosławiona katolicka (zm. 1878)
- 22 października – Leconte de Lisle, francuski poeta, filozof, filolog klasyczny i krytyk literacki epoki romantyzmu (zm. 1894)
- 25 października – Józef María Díaz Sanjurjo, hiszpański dominikanin, misjonarz, biskup, męczennik, święty katolicki (zm. 1858)
- 31 października – Jakub Rotwand, polski działacz społeczny, publicysta pochodzenia żydowskiego (zm. 1913)
- 9 listopada – Iwan Turgieniew, pisarz rosyjski (zm. 1883)
- 20 listopada – Karol Szajnocha, polski pisarz, historyk, patriota i działacz niepodległościowy (zm. 1868)
- 28 listopada – Józafat Zielonacki, polski prawnik (zm. 1884)
- 12 grudnia – Konrad z Parzham, bawarski kapucyn (brat zakonny), święty katolicki (zm. 1894)
- 21 grudnia – Amelia Oldenburg, królowa Grecji (zm. 1875)

- data dzienna nieznana: 
  - Józef Czarnota, austriacki inżynier górniczo-hutniczy i mineralog polskiego pochodzenia (zm. 1852)
  - Łucja Kim Nusia, koreańska męczennica, święta katolicka (zm. 1839)
  - Aniela Radzicka, polska ziemianka, łączniczka i kurierka w czasie powstania styczniowego (zm. 1880)

## Zmarli
- 5 stycznia – Marcello Bacciarelli, malarz epoki Oświecenia (ur. 1731)
- 14 maja – Matthew Gregory Lewis, brytyjski pisarz i dramaturg, autor powieści gotyckiej Mnich (ur. 1775)
- 6 czerwca – gen. Jan Henryk Dąbrowski, dowódca wojskowy, działacz patriotyczny, organizator Legionów Polskich (ur. 1755)
- 28 lipca – Gaspard Monge, francuski matematyk, fizyk, chemik, twórca geometrii wykreślnej (ur. 1746)

- data dzienna nieznana: 
  - Łukasz Bniński, polski szlachcic, marszałek konfederacji targowickiej (ur. 1738)

## Święta ruchome
- Tłusty czwartek: 29 stycznia
- Ostatki: 3 lutego
- Popielec: 4 lutego
- Niedziela Palmowa: 15 marca
- Wielki Czwartek: 19 marca
- Wielki Piątek: 20 marca
- Wielka Sobota: 21 marca
- Wielkanoc: 22 marca
- Poniedziałek Wielkanocny: 23 marca
- Wniebowstąpienie Pańskie: 30 kwietnia
- Zesłanie Ducha Świętego: 10 maja
- Boże Ciało: 21 maja